# Benediktusweg
Der Benediktusweg ist ein 22 Kilometer langer historischer Höhenwander- und Pilgerweg zwischen Engelberg im Schweizer Kanton Obwalden und Niederrickenbach in Nidwalden an den östlichen Hängen des Engelbergertals.
Der Benediktusweg hat historische Bedeutung als Verbindung zwischen dem Benediktinerkloster Engelberg und dem Benediktinerinnenkloster Maria-Rickenbach im Wallfahrtsort Niederrickenbach. Der Abt von Engelberg war Visitator des 1857 in Niederrickenbach gegründeten Klosters.

## Route
Die Wanderroute 569 (eine von 269 lokalen Routen) führt mit steilen Zwischenanstiegen auf halber Höhe an der östlichen Talseite zum Ristis und zum Aussichtspunkt Rosenbold. Von dort reicht die Sicht hinunter zur Engelberger Aa und in die Urner Alpen.
Ab Rosenbold folgt ein längerer Abstieg nach Oberrickenbach, dem tiefsten Punkt des Benediktusweges. Im weiteren Verlauf steigt der Weg wieder an und überquert die Punkte Brändlen und Hütti und erreicht nach einem erneuten Abstieg den Wallfahrtsort Niederrickenbach, der für viele gläubige Menschen ein Kraftort ist.

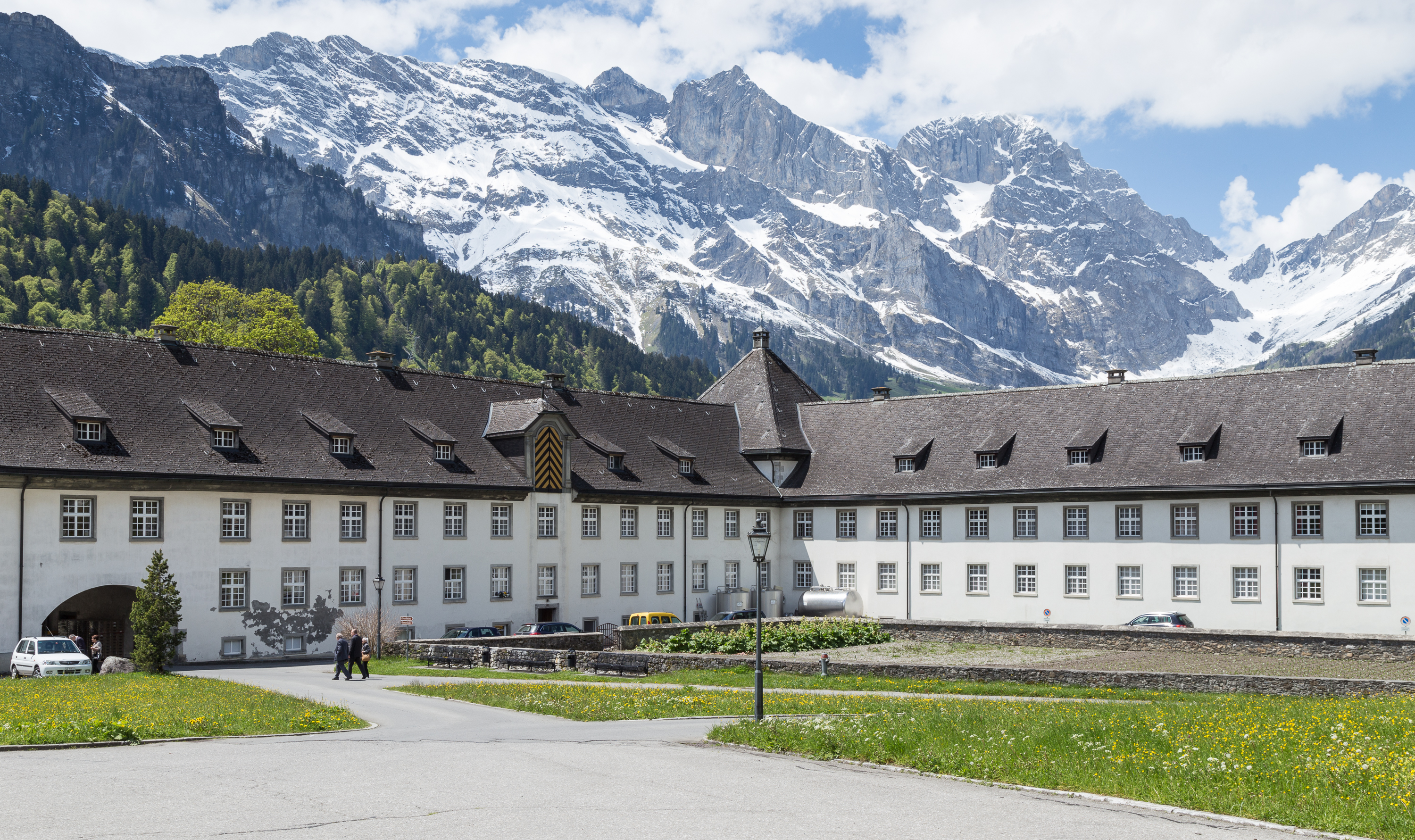
Hof des Klosters Engelberg

### Orte
- Engelberg 1000 m ü. M.
- Ristis 1597 m
- Rosenbold 1863 m
- Walenalp 1667 m
- Oberrickenbach 894 m
- Brändlen 1236 m
- Mittlist Hütti 1326 m
- Niederrickenbach 1162 m

### Anforderungen
Der Benediktusweg verlangt eine gute Kondition, die Anforderungen sind mit Stufe T2 mittel. Die Wanderzeit ist mit acht Stunden und 15 Minuten angegeben; im Aufstieg sind 1650 Höhenmeter und im Abstieg 1500 Höhenmeter zu bewältigen. Die erste steile Etappe von Engelberg nach Ristis (600 Höhenmeter) lässt sich mit einer Luftseilbahn abkürzen. Ebenso fährt vom Zielort Niederrickenbach eine Luftseilbahn ins Tal hinunter zur Bedarfshaltestelle Niederrickenbach der Zentralbahn (die S 4-Züge halten nur im nicht weit entfernten Dallenwil).

## Nachweise
1. ↑  Cécile Sommer-Ramer: Maria Rickenbach. In: Historisches Lexikon der Schweiz.
2. ↑  Alle lokalen Routen bei SchweizMobil.